# Шумадијска област
Шумадијска област је била административна јединица у саставу Краљевине Срба, Хрвата и Словенаца. Постојала је од 1922. до 1929. године. Њен административни центар је био Крагујевац.

## Опис
Површина Шумадијске области је 3.864.4 km2, становника 241.862, густина становника 60 на km2.
Главно је место Крагујевац. Обухвата огранке Рудника и све његове косе и повијарце, затим леве сливове Западне и Велике Мораве и десни слив Колубаре. Део је простране Шумадије, по којој је и добила име.
Највеће су висине на западном и северозападном делу области, одакле се постепено прелази на благо заталасано земљиште.
У састав Ш. О. улазе мање целине: Гружа, Качер, Јасеница и Лепеница. Важније су реке: Каменица, Чемерница и Гружа, притоци Западне Мораве, Лепеница и Јасеница, притоци Велике Мораве, и Љиг притока Колубаре.

## Административна подела
Област је настала спајањем округа Крагујевачког (обухватао и Аранђеловац и Рачу) и Рудничког.
Садржавала је срезове:
- Гружански (Крагујевац)
- Јасенички (Аранђеловац)
- Качерски (Рудник)
- Крагујевачки
- Лепенички (Рача)
- Љубићски (Прељина)
- Таковски (Горњи Милановац)

Формирањем бановина углавном је припала Дунавској, осим Љубићког среза који је припао Дринској и јужног дела Гружанског у Моравској бановини.

## Велики жупани
- Драгомир Николић од 1927.
- Станоје Белић[4]